# SoftNet
SoftNet este un grup de companii de IT din România, controlat de omul de afaceri Vasile Baltac.
Grupul SoftNet este format din 6 firme cu profil principal de tehnologia informației, dezvoltare software și aplicații, servicii și suport tehnic.
Una din companii - SoftNet Development & Consulting - a fost vândută de Vasile Baltac distribuitorului de IT&C Omnilogic în iulie 2006.
Din grup fac parte companiile SoftNet Business Services și SoftNet Financial Systems.
Cifra de afaceri
- 2008: 16,3 milioane lei (4,4 milioane euro)[1]
- 2007: 12,7 milioane lei[1]